# SEIKO MEMORIES 〜Masaaki Omura Works〜
『SEIKO MEMORIES 〜Masaaki Omura Works〜』（セイコ・メモリーズ・マサアキ・オオムラ・ワークス）は、松田聖子のコンピレーション・アルバム。2018年2月28日発売。発売元はソニー・ミュージックダイレクト。

## 解説
松田の楽曲の編曲・作曲を数多く手掛けた大村雅朗が携わった楽曲を厳選して収録。ボーナス・トラックとして、大村が生前作曲し、死後に発表された楽曲「櫻の園」の再編曲バージョンを収録。編曲は槇原敬之。大村が携わった松田の楽曲リストと、松田・槇原・松本隆による特別寄稿ブックレット付。Blue-spec CD 2仕様で収録曲は2018年最新技術でデジタルリマスタリングされた。

## 批評
『CDジャーナル』は「松田聖子に関わったスタッフの中で、松本 隆と並び、その功績が高く評価されている名アレンジャーが大村雅朗である。早逝した大村の才能が再評価されており、その高まる機運に乗じて企画されたのが本作。彼女の魅力を最大限に引き出した仕事があらためて確認できる。」と評した。

## 収録曲
※全編曲：大村雅朗（特記以外）／全作詞：松本隆（特記以外）

### Disc 1
1. SWEET MEMORIES　（4：35）　
  - 作曲：大村雅朗
2. P・R・E・S・E・N・T　（4：40）
  - 作曲：来生たかお
3. 水色の朝　（3：55）
  - 作曲：財津和夫
4. 黄色いカーディガン　（5：02）
  - 作曲：細野晴臣
5. 真冬の恋人たち　（4：42）
  - 作曲：大村雅朗
6. セイシェルの夕陽　（4：17）
  - 作曲：大村雅朗
7. マイアミ午前5時　（4：46）
  - 作曲：来生たかお
8. WITH YOU　（3：26）
  - 作曲：大村雅朗
9. Canary　（4：33）
  - 作曲：SEIKO
10. Sleeping Beauty （5：44）
  - 作曲：大村雅朗
11. スピード・ボート （4：06）
  - 作曲：財津和夫
12. マンハッタンでブレックファスト　（4：26）
  - 作曲：大村雅朗
13. Kimono Beat　（3：47）
  - 作曲：小室哲哉
14. 雛菊の地平線　（4：20）
  - 作曲：大江千里
15. 雪のファンタジー　（3：54）
  - 作曲：大村雅朗

### Disc 2
1. 青い珊瑚礁　（3：39）
  - 作詞：三浦徳子／作曲：小田裕一郎
2. チェリーブラッサム　（3：22）　
  - 作詞：三浦徳子／作曲：財津和夫
3. 夏の扉　（3：30）　
  - 作詞：三浦徳子／作曲：財津和夫
4. 白いパラソル　（3：29）
  - 作曲：財津和夫
5. 野ばらのエチュード　（4：04）　
  - 作曲：財津和夫
6. パシフィック　（3：58）
  - 作曲：大村雅朗
7. ガラスの林檎　（3：56）　
  - 作曲：細野晴臣／編曲：細野晴臣・大村雅朗
8. 時間の国のアリス　（4：42）　
  - 作曲：呉田軽穂
9. ハートのイアリング　（4：04）　
  - 作曲：Holland Rose
10. 天使のウィンク　（3：59）
  - 作詞・作曲：尾崎亜美
11. ボーイの季節　（4：33）
  - 作詞・作曲：尾崎亜美
12. Caribbean Wind　（4：06）
  - 作曲：大村雅朗
13. 夏のジュエリー　（5：33）
  - 作詞：吉田美奈子／作曲：大村雅朗
14. Strawberry Time　（3：57）
  - 作曲：土橋安騎夫
15. Forever Love　（4：07）
  - 作詞：Seiko Matsuda／作曲：大村雅朗

### Disc 3
1. SQUALL　（3：44）
  - 作詞：三浦徳子／作曲：小田裕一郎
2. 潮騒　（3：58）
  - 作詞：三浦徳子／作曲：小田裕一郎
3. 白い恋人　（3：31）
  - 作詞：三浦徳子／作曲：小田裕一郎
4. ウィンター・ガーデン　（3：56）
  - 作詞：三浦徳子／作曲：小田裕一郎
5. Sailing　（4：09）
  - 作詞・作曲：財津和夫
6. パイナップル・アイランド　（3：10）
  - 作曲：原田真二
7. ブルージュの鐘　（4：32）
  - 作曲：細野晴臣
8. ジングルベルも聞こえない　（3：43）
  - 作曲：大村雅朗
9. メディテーション　（3：57）
  - 作曲：上田知華
10. BITTER SWEET LOLLIPOPS　（3：07）
  - 作曲：大村雅朗
11. AQUARIUS （3：46）
  - 作曲：大村雅朗
12. とんがり屋根の花屋さん　（3：39）
  - 作曲：SEIKO
13. Musical Life　(3：27) 
  - 作曲：大村雅朗
14. 妖しいニュアンス　（4：40）
  - 作曲：大村雅朗
15. シェルブールは霧雨　（3：44）
  - 作曲：SEIKO
16. 櫻の園（rearrange version）　（5：26）
  - 作曲：大村雅朗／編曲：槇原敬之

## 規格品番
- MHCL-30498/500